# Tejado mariposa

Forma de un tejado mariposa

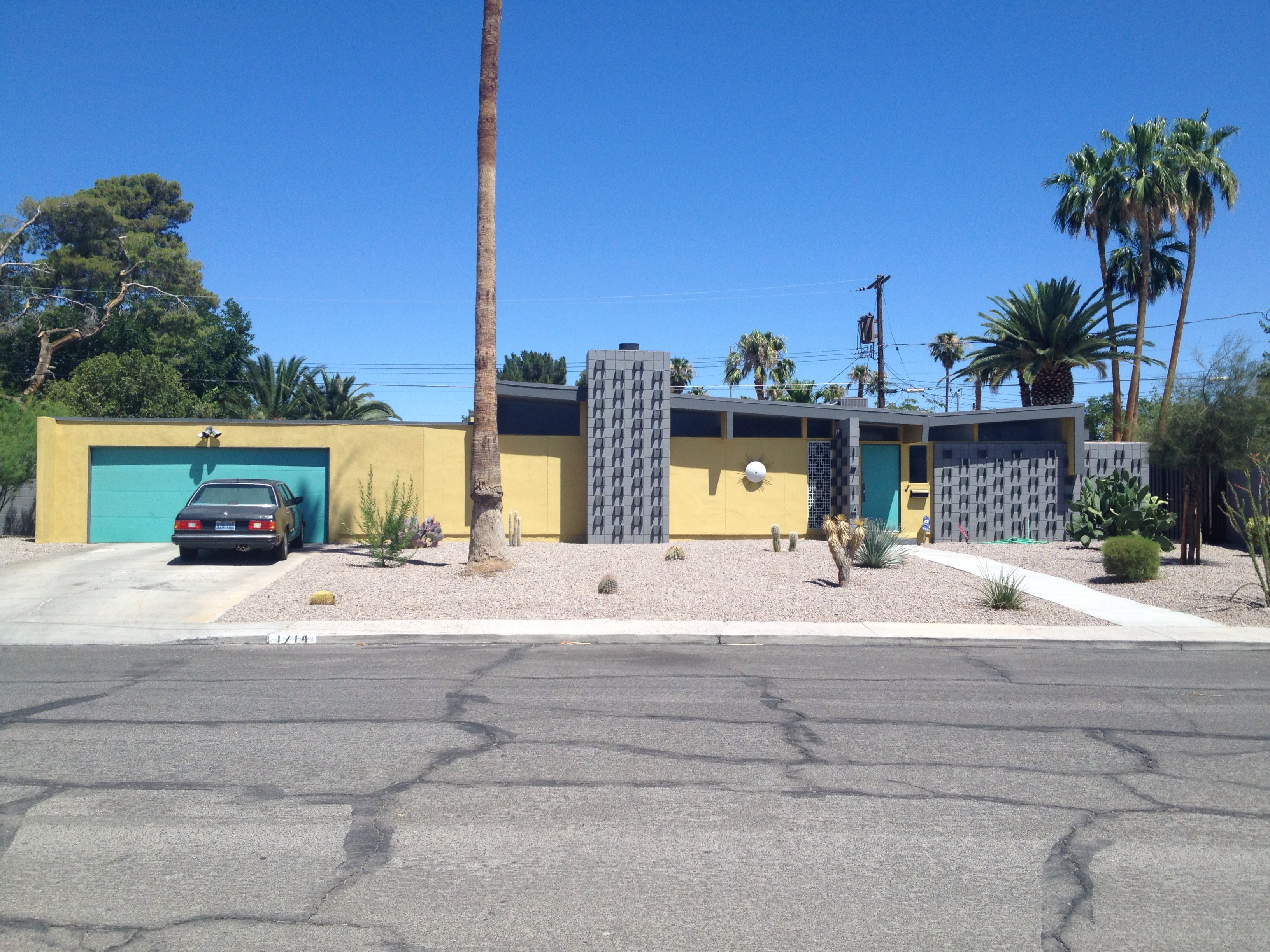
Techo mariposa de mediados del en Paradise Palms, Las Vegas, Nevada, EE. UU.

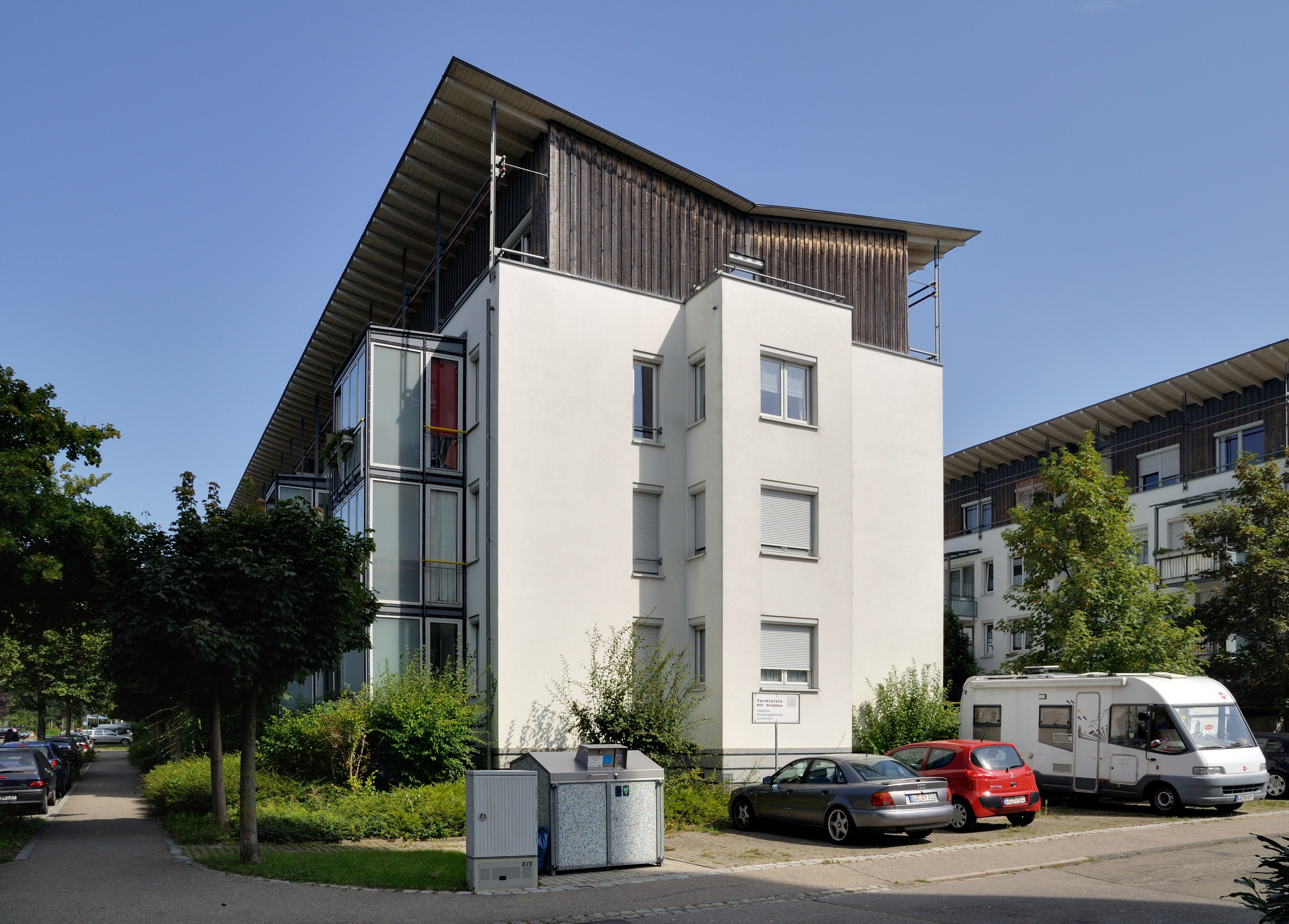
Tejado mariposa en Alemania

Un tejado mariposa (también denominado techo en V) es una forma de cubierta que consiste en un tejado a dos aguas invertido, con las dos vertientes planas unidas en una canaleta situada en la parte inferior. Se llama así porque su forma se asemeja a las alas de una mariposa. En Estados Unidos se asocian comúnmente con la arquitectura moderna de mediados del siglo XX. También se utilizaron comúnmente en la arquitectura de casas adosadas georgianas y victorianas de las ciudades británicas, donde también es conocido como "tejado de Londres".

## Características
Este tipo de cubierta carece de canaletas en los aleros, ya que el agua de lluvia es recogida mediante una canalización inferior en forma de artesa hacia un imbornal o un desagüe. Su forma puede ser simétrica, con una limahoya ubicada en el centro, o asimétrica con la línea de unión de las dos vertientes descentrada. La limahoya puede ser horizontal, con un tapajuntas que desvíe el agua hacia los extremos, o inclinada si las dos vertientes del techo están ligeramente inclinadas hacia un mismo lado. Este tipo de tejado permite disponer de paredes perimetrales más altas, capaces de alojar ventanas de triforio que dotan al espacio interior de una gran luminosidad.

## Historia
La creación del techo mariposa moderno se suele atribuir a William Krisel y a Dan Palmer a finales de la década de 1950, y tuvo su origen en Palm Springs, California. Se ha estimado que a partir de 1957, crearon cerca de 2000 casas en una serie de desarrollos que se conocieron popularmente como Alexander Tract, en una operación descrita por el historiador Alan Hess como "la implantación de viviendas moderna más grande de los Estados Unidos". El propio Krisel confirma que si bien su trabajo popularizó la forma, él no fue su creador. La cronología de la aparición del techo mariposa es la siguiente:
- 1930: Le Corbusier, el arquitecto suizo-francés, utilizó por primera vez la forma del techo de mariposa en su diseño de la Maison Errazuriz, una casa de vacaciones en Chile.
- 1933: Antonin Raymond, arquitecto de origen checo, utilizó esta forma en una casa en Japón, cuyo diseño apareció en Architectural Record en 1934.
- 1943: Oscar Niemeyer diseñó y construyó el Club Náutico de Pampulha, en Belo Horizonte, Brasil, ampliamente difundido en diversos medios de comunicación.
- 1945: Marcel Breuer utilizó esta forma en su proyecto de la Geller House en Long Island, Nueva York, EE. UU.
- 1957: El primer uso de Krisel en el vecindario Twin Palms de Palm Springs, California, EE. UU.